# Torneo de clasificación mundial de voleibol en los Juegos Olímpicos de Río de Janeiro 2016
Torneo organizado por la Federación internacional de Voleibol (FIVB) y la Federación asiática de voleibol que entrega 4 cupos para los Juegos Olímpicos de Río de Janeiro 2016, siendo 1 para el equipo asiático mejor ubicado y 3 para los demás participantes. El torneo femenino inició el 14 de mayo y finalizara el 22 de mayo mientras que el torneo masculino iniciara el 28 de mayo y finalizara el 5 de junio.

## Formato de competición
El torneo cuenta 8 equipos ubicados en un grupo único , cada equipo se enfrenta a 7 rivales con un sistema de todos contra todos. El orden de los equipos en el grupo se determina de la siguiente manera:
- Número de partidos ganados y perdidos.
- Puntos obtenidos, los cuales son otorgados de la siguiente manera:
  - Partido con resultado final 3-0 o 3-1: 3 puntos al ganador y 0 puntos al perdedor.
  - Partido con resultado final 3-2: 2 puntos al ganador y 1 punto al perdedor.
- Proporción entre los sets ganados y los sets perdidos (Sets ratio).
- Proporción entre los puntos ganados y los puntos perdidos (Puntos ratio).
- Resultado del partido entre los equipos implicados...

## Torneo masculino

### Equipos participantes
- Japón (local)
- Irán
- Australia
- China
- Venezuela
- Francia
- Polonia
- Canadá

| Pos | Equipo    | PJ | PG | PP | Pts | SG | SP | Ratio | PG | PP | Ratio |
| --- | --------- | -- | -- | -- | --- | -- | -- | ----- | -- | -- | ----- |
| 1   | Japón     | 0  | 0  | 0  | 0   | 0  | 0  | 0.000 | 0  | 0  | 0.000 |
| 2   | Irán      | 0  | 0  | 0  | 0   | 0  | 0  | 0.000 | 0  | 0  | 0.000 |
| 3   | Australia | 0  | 0  | 0  | 0   | 0  | 0  | 0.000 | 0  | 0  | 0.000 |
| 4   | China     | 0  | 0  | 0  | 0   | 0  | 0  | 0.000 | 0  | 0  | 0.000 |
| 5   | Francia   | 0  | 0  | 0  | 0   | 0  | 0  | 0.000 | 0  | 0  | 0.000 |
| 6   | Polonia   | 0  | 0  | 0  | 0   | 0  | 0  | 0.000 | 0  | 0  | 0.000 |
| 7   | Canadá    | 0  | 0  | 0  | 0   | 0  | 0  | 0.000 | 0  | 0  | 0.000 |
| 8   | Venezuela | 0  | 0  | 0  | 0   | 0  | 0  | 0.000 | 0  | 0  | 0.000 |

| Fecha      | Partido   | Partido   | Partido   | Sets | Sets | Sets | Sets | Sets | Puntuación total | Audiencia |
| Fecha      |           | Resul     |           | 1    | 2    | 3    | 4    | 5    | Puntuación total | Audiencia |
| ---------- | --------- | --------- | --------- | ---- | ---- | ---- | ---- | ---- | ---------------- | --------- |
| Irán       | 0 – 0     | Australia | -         | -    | -    | -    | -    | –    |                  |           |
| China      | 0 – 0     | Francia   | -         | -    | -    | -    | -    | –    |                  |           |
| 28 de mayo | Polonia   | 0 – 0     | Canadá    | -    | -    | -    | -    | -    | –                |           |
| 28 de mayo |           |           |           |      |      |      |      |      |                  |           |
| -          | -         | -         | -         | –    |      |      |      |      |                  |           |
| 29 de mayo | Canadá    | 0 – 0     | Irán      | -    | -    | -    | -    | -    | –                |           |
| 29 de mayo | Venezuela | 0 – 0     | Australia | -    | -    | -    | -    |      |                  |           |
| –          |           |           |           |      |      |      |      |      |                  |           |
| 29 de mayo | Francia   | 0 – 0     | Polonia   | -    | -    |      |      |      |                  |           |
| -          | -         | –         |           |      |      |      |      |      |                  |           |
| 29 de mayo | Japón     | 0 – 0     | China     |      |      |      |      |      |                  |           |
| -          | -         | -         | -         | –    |      |      |      |      |                  |           |
| 31 de mayo | Australia | 0 – 0     | Canadá    | -    | -    | -    | -    | -    | –                |           |
| 31 de mayo | China     | 0 – 0     | Venezuela | -    | -    | -    | -    |      |                  |           |
| –          |           |           |           |      |      |      |      |      |                  |           |
| 31 de mayo | Irán      |           |           |      |      |      |      |      |                  |           |
| Francia    | -         | -         | -         | -    | -    | –    |      |      |                  |           |
| 31 de mayo | Polonia   | 0 – 0     | Japón     | -    | -    | -    | -    | -    | –                |           |
| 1 de junio | Venezuela | 0 – 0     | Canadá    | -    | -    | -    | -    | -    | –                |           |
| 1 de junio | Francia   |           |           |      |      |      |      |      |                  |           |
| -          | -         |           |           |      |      |      |      |      |                  |           |
| -          | -         | –         |           |      |      |      |      |      |                  |           |
| 1 de junio | China     | 0 – 0     | Polonia   | -    | -    |      |      |      |                  |           |
| -          | -         | –         |           |      |      |      |      |      |                  |           |
| 1 de junio | Japón     | 0 – 0     | Irán      | -    | -    | -    | -    | -    | –                |           |
| 2 de junio | Canadá    | 0 – 0     | Francia   | -    | -    |      |      |      |                  |           |
| -          | -         | –         |           |      |      |      |      |      |                  |           |
| 2 de junio | Irán      |           |           |      |      |      |      |      |                  |           |
| China      | -         | -         |           |      |      |      |      |      |                  |           |
| -          | -         | –         |           |      |      |      |      |      |                  |           |
| 2 de junio | Polonia   | 0 – 0     | Venezuela | -    | -    |      |      |      |                  |           |
| -          | -         | –         |           |      |      |      |      |      |                  |           |
| 2 de junio | Japón     | 0 – 0     | Australia | -    | -    |      |      |      |                  |           |
| -          | -         | –         |           |      |      |      |      |      |                  |           |
| 4 de junio | China     | 0 – 0     | Australia | -    | -    | -    | -    | -    | –                |           |
| 4 de junio | Venezuela | 0 – 0     | Francia   | -    |      |      |      |      |                  |           |
| -          | -         | -         | –         |      |      |      |      |      |                  |           |
| 4 de junio | Polonia   | 0 – 0     | Irán      | -    |      |      |      |      |                  |           |
| -          | -         | -         | –         |      |      |      |      |      |                  |           |
| 4 de junio | Japón     | 0 – 0     | Canadá    | -    |      |      |      |      |                  |           |
| -          | -         | -         | –         |      |      |      |      |      |                  |           |
| Irán       | 0 – 0     | Venezuela | -         |      |      |      |      |      |                  |           |
| -          | -         | -         | –         |      |      |      |      |      |                  |           |
| 5 de junio | Canadá    |           |           |      |      |      |      |      |                  |           |
| China      | -         |           |           |      |      |      |      |      |                  |           |
| -          | -         | -         | –         |      |      |      |      |      |                  |           |
| 5 de junio | Australia |           |           |      |      |      |      |      |                  |           |
| -          |           |           |           |      |      |      |      |      |                  |           |
| -          | -         | -         | –         |      |      |      |      |      |                  |           |
| 5 de junio | Japón     | 0 – 0     | Francia   | -    |      |      |      |      |                  |           |
| -          | -         | -         | –         |      |      |      |      |      |                  |           |

## Torneo femenino

### Equipos participantes
- Japón (local)
- Corea del Sur
- Tailandia
- Kazajistán
- Italia
- Perú
- Países Bajos
- República Dominicana

### Grupo único
| – | Clasificados al Torneo femenino de voleibol en los Juegos Olímpicos de Río de Janeiro 2016.                           |
| – | Clasificados al Torneo femenino de voleibol en los Juegos Olímpicos de Río de Janeiro 2016. por mejor equipo asiático |

|     |                      | Partidos | Partidos | Partidos |     | Sets | Sets | Sets  | Puntos | Puntos | Puntos |
| Pos | Equipo               | PJ       | PG       | PP       | Pts | SG   | SP   | Ratio | PG     | PP     | Ratio  |
| --- | -------------------- | -------- | -------- | -------- | --- | ---- | ---- | ----- | ------ | ------ | ------ |
| 1   | Italia               | 7        | 6        | 1        | 17  | 18   | 7    | 2.571 | 586    | 517    | 1.113  |
| 2   | Países Bajos         | 7        | 5        | 2        | 16  | 17   | 7    | 2.428 | 571    | 465    | 1.227  |
| 3   | Japón                | 7        | 5        | 2        | 14  | 18   | 10   | 1.800 | 644    | 571    | 1.127  |
| 4   | Corea del Sur        | 7        | 4        | 3        | 13  | 15   | 11   | 1.363 | 597    | 577    | 1.034  |
| 5   | Tailandia            | 7        | 4        | 3        | 12  | 15   | 12   | 1.250 | 597    | 592    | 1.008  |
| 6   | República Dominicana | 7        | 2        | 5        | 6   | 7    | 16   | 0.437 | 517    | 542    | 0.953  |
| 7   | Perú                 | 7        | 2        | 5        | 6   | 7    | 16   | 0.437 | 462    | 549    | 0.841  |
| 8   | Kazajistán           | 7        | 0        | 7        | 0   | 3    | 21   | 0.142 | 426    | 587    | 0.725  |

| Fecha      | Partido              | Partido | Partido              | Sets  | Sets  | Sets  | Sets  | Sets  | Puntuación total | Audiencia |
| Fecha      |                      | Resul   |                      | 1     | 2     | 3     | 4     | 5     | Puntuación total | Audiencia |
| ---------- | -------------------- | ------- | -------------------- | ----- | ----- | ----- | ----- | ----- | ---------------- | --------- |
| 14 de mayo | Corea del Sur        | 1 – 3   | Italia               | 17-25 | 20-25 | 27-25 | 18-25 | -     | 82 – 100         | 2500      |
| 14 de mayo | Tailandia            | 3 – 1   | República Dominicana | 26-24 | 26-28 | 25-16 | 25-20 | -     | 102 – 88         | 3000      |
| 14 de mayo | Kazajistán           | 1 – 3   | Países Bajos         | 12-25 | 25-21 | 14-25 | 8-25  | -     | 59 – 96          | 4600      |
| 14 de mayo | Perú                 | 0 – 3   | Japón                | 23-25 | 10-25 | 14-25 | -     | -     | 45 – 75          | 10000     |
| 15 de mayo | Italia               | 3 – 1   | Tailandia            | 17-25 | 25-16 | 25-17 | 25-16 | -     | 92 – 74          | 1800      |
| 15 de mayo | Perú                 | 3 – 0   | República Dominicana | 25-22 | 25-16 | 26-24 | -     | -     | 76 – 62          | 2500      |
| 15 de mayo | Corea del Sur        | 3 – 0   | Países Bajos         | 29-27 | 25-23 | 25-21 | -     | -     | 79 – 71          | 4300      |
| 15 de mayo | Japón                | 3 – 0   | Kazajistán           | 25-14 | 26-15 | 25-11 | -     | -     | 75 – 40          | 9500      |
| 17 de mayo | Kazajistán           | 1 – 3   | Perú                 | 25-19 | 22-25 | 23-25 | 23-25 | -     | 93 – 94          | 500       |
| 17 de mayo | Italia               | 3 – 0   | República Dominicana | 25-22 | 25-23 | 25-23 | -     | -     | 75 – 68          | 1500      |
| 17 de mayo | Países Bajos         | 3 – 0   | Tailandia            | 25-22 | 25-18 | 25-21 | -     | -     | 75 – 50          | 2800      |
| 17 de mayo | Corea del Sur        | 3 – 1   | Japón                | 28-26 | 25-17 | 17-25 | 25-19 | -     | 95 – 87          | 9600      |
| 18 de mayo | Italia               | 3 – 0   | Perú                 | 25-19 | 25-16 | 25-17 | -     | -     | 75 – 52          | 420       |
| 18 de mayo | Kazajistán           | 0 – 3   | Corea del Sur        | 16-25 | 11-25 | 21-25 | -     | -     | 48 – 75          | 1000      |
| 18 de mayo | Países Bajos         | 3 – 0   | República Dominicana | 25-22 | 25-18 | 25-21 | -     | -     | 75 – 61          | 2200      |
| 18 de mayo | Japón                | 3 – 2   | Tailandia            | 20-25 | 25-23 | 23-25 | 25-23 | 15-13 | 108 – 109        | 10000     |
| 20 de mayo | Tailandia            | 3 – 0   | Kazajistán           | 25-18 | 25-19 | 25-15 | -     | -     | 75 – 52          | 850       |
| 20 de mayo | Corea del Sur        | 3 – 1   | Perú                 | 19-25 | 25-22 | 25-14 | 25-21 | -     | 93 – 82          | 1450      |
| 20 de mayo | Países Bajos         | 3 – 0   | Italia               | 25-21 | 25-21 | 25-14 | -     | -     | 75 – 56          | 2200      |
| 20 de mayo | Japón                | 3 – 0   | República Dominicana | 22-25 | 16-25 | 25-27 | -     | -     | 77 – 63          | 10000     |
| 21 de mayo | Tailandia            | 3 – 2   | Corea del Sur        | 19-25 | 22-25 | 27-29 | 24-26 | 12-15 | 111 – 113        | 2500      |
| 21 de mayo | Kazajistán           | 1 – 3   | República Dominicana | 20-25 | 25-22 | 12-25 | 20-25 | -     | 77 – 97          | 2800      |
| 21 de mayo | Perú                 | 0 – 3   | Países Bajos         | 16-25 | 14-25 | 17-25 | -     | -     | 47 – 75          | 4400      |
| 21 de mayo | Japón                | 2 – 3   | Italia               | 25-23 | 25-27 | 25-27 | 25-21 | 9-15  | 109 – 113        | 10000     |
| 22 de mayo | República Dominicana | 3 – 0   | Corea del Sur        | 25-23 | 25-11 | 28-26 | -     | -     | 78 – 60          | 1500      |
| 22 de mayo | Tailandia            | 3 – 0   | Perú                 | 25-17 | 26-24 | 25-23 | -     | -     | 76 – 64          | 2800      |
| 22 de mayo | Italia               | 3 – 0   | Kazajistán           | 25-22 | 25-16 | 25-19 | -     | -     | 75 – 57          | 4200      |
| 22 de mayo | Japón                | 3 – 2   | Países Bajos         | 20-25 | 25-13 | 21-25 | 32-30 | 15-11 | 113 – 104        | 10000     |

## Premios individuales
| Distinción                 | Nombre              |
| -------------------------- | ------------------- |
| Mejor Armadora             | Haruka Miyashita    |
| Mejor Atacante Opuesta     | Lonneke Sloetjes    |
| 1.° Mejor Bloqueo          | Cristina Chiricella |
| 2.° Mejor Bloqueo          | Yang-Hyo Jin        |
| 1.° Mejor Atacante lateral | Yeon-Koung Kim      |
| 2.° Mejor Atacante lateral | Antonella Del Core  |
| Mejor Líbero               | Brenda Castillo     |